# Tjitze Vogel
Tjitze Vogel (Gorredijk, 13 juni 1958) is een Nederlandse contrabassist, tubaïst, componist en bandleider in de jazz en geïmproviseerde muziek. Zijn muziek is een mengsel van jazz en wereldmuziek.
Vogel is sinds 1978 actief in de jazz en in de periode 1982-1988 studeerde hij aan het conservatorium in Den Haag. Hij speelde in de bands van Frank Grasso en Loek Dikker en begon in 1985 een eigen kwartet. Hij werkte samen met Robert Jan Vermeulen en Nikos Tsilogiannis en richtte eind jaren tachtig met Paul Weiling de groep Four in One op. Tevens begon hij in die tijd samen te werken met fluitist Mark Alban Lotz. In de jaren negentig formeerde hij de groep Vogelvijf (vanaf 1991), waarmee hij een cd opnam die uitkwam op Vogel's eigen platenlabel Loplop. Ook speelde hij in de groepen van onder meer Akki Haak en Steven Kamperman. In 1997 richtte Vogel zijn VogelKwartet op, waarmee hij enkele albums maakte. Hij werd lid van het Global Village Orchestra (vanaf 2001) en kwam met Weiling met de groep Ming principle, die chinese muziek combineerde met westerse geïmproviseerde muziek (2003). In 2006 werkte Vogel opnieuw samen met Tsilogiannis, in de groep Pan Project. In 2007 begon hij het trio Hemelbestormers.
Sinds 2004 geeft hij les aan de universiteit van Utrecht.

## Discografie (selectie)
Vogelvijf:
- This Side Up, Loplop

Vogelkwartet:
- Eggs in Basket, Loplop, 1997
- South of No Border, Loplop, 1999
- Come to Catch Your Voice (met Jaap Blonk), Loplop, 2001
- De Keurcollectie, Loplop, 2003